# Cergy
Cergy là tỉnh lỵ của tỉnh Val-d'Oise, thuộc vùng hành chính Île-de-France của nước Pháp, có dân số là 54.781 người (thời điểm 1999). Tọa độ địa lý của xã là 49° 02' vĩ độ bắc, 02° 03' kinh độ đông. Cergy nằm trên độ cao trung bình là 25 mét trên mực nước biển, có điểm thấp nhất là 21 mét và điểm cao nhất là 121 mét.

## Thông tin nhân khẩu
| 1936  | 1946  | 1954  | 1962  | 1968  | 1975  | 1982   | 1990   | 1999   |
| ----- | ----- | ----- | ----- | ----- | ----- | ------ | ------ | ------ |
| 1 106 | 1 138 | 1 447 | 2 455 | 2 895 | 8 896 | 19 357 | 48 226 | 54 781 |

### Thành phố kết nghĩa
- Columbia, Mỹ.
- Erkrath, Đức.
- Liêu Dương, Trung Quốc.
- Porto Novo, Bénin.
- Tres Cantos, Tây Ban Nha
- West Lancashire, Vương quốc Anh.